# Xaikh al-Islam
Xaykh al-Islam, sheikh ul-Islam, sheikhul Islam, șeyhülislam (àrab: شيخ الإسلام, xayẖ al-islām; turc: șeyhülislam) és un títol honorífic utilitzat al món musulmà fins al segle xx i atribuït quasi sempre a dignataris religiosos.

## Història
El títol fou donat al seguidors de l'islam i erudits en l'Alcorà que adquirien un coneixement profund dels principis islàmics; entre els que el van rebre figuren els imams Àhmad ibn Hanbal, Màlik ibn Anas, an-Nawawí, aix-Xafií, Ibn Taymiyya i Ibn al-Qàyyim. El títol fou donat també a tots els que tenien coneixement dels diferents enfocaments de destacats erudits i podien comunicar les lleis extretes dels texts a altres. Fou donat finalment a persones d'edat que eren considerades sàvies en llei islàmica i al mateix persones reputades. Hàfidh as-Sakhawí escriu que fins al segle viii fou donat a moltes persones, fins i tot algunes sense mèrit que no eren ni vells ni savis, que governaven comunitats musulmanes més o menys grans i dirigien els afers religiosos o simplement eren jutges (cadis) de cert relleu (per exemple en ciutats o viles).

### Imperi Otomà
Finalment va esdevenir un títol prestigiós i de gran importància a l'Imperi Otomà, on designava l'encarregat de governar els afers religiosos de l'imperi. El 1921 el càrrec fou incorporat per l'Assemblea Nacional Turca al Ministeri d'Afers Religiosos (Xariyya wa Awqaf) fins al 1924, quan aquest ministeri va quedar abolit donada la secularització de l'estat; l'ofici el va assumir una Presidència d'Afers Religiosos que encara existeix.